# キャンベル・アーリー
キャンベル・アーリー(Campbell early)は、果皮が黒紫色のブドウ。アメリカ合衆国のジョージ・W・キャンベルが、ムーア・アーリーに「ベルビダー×マスカットハンブルグ」を交配して育成した品種である。1894年に発表し、日本には1897年（明治30年）に川上善兵衛により導入された。果粒は5～6gと小さめで、糖度は15度前後である。
日本では、主に北海道や北東北の岩手県、青森県、秋田県などで栽培されていて、8月中旬頃から収穫される。

## 品種の特徴
樹勢は、中位であり、樹冠の広がりもあまり大きくない。若齢の間は節目の長いやや太い新梢がよく伸びる。かなり伸長しても枝の登熟はよく、凍害を受けることが少ない。果房は、やや大きく、果粒は、成熟すると紫黒に着色する。果肉は、柔軟で果皮とはよく離れ、果汁は多い傾向である。ラブルスカ種特有のフォキシーフレーバーを含んでいる。早生種で成熟日数は75日内外であるため、気温面からは北海道まで栽培可能である。土壌はあまり選ばないが、乾燥には弱く、土壌水分の不足により葉に枯れこみが出ることがあるので、保水力のある土壌で栽培される。病気に強く、黒とう病、べと病、うどんこ病などはほとんど心配ないが、褐斑病と晩腐病には注意する必要がある。

## 利用
平成22年産特産果樹生産動態等調査によると、同年（2010年）の収穫量420ｔのうち、果汁用に242.1ｔ、醸造用に161.6ｔ、生食用に11.5ｔ利用された。寒さに強いものの、他のブドウ品種に比べて単価が安く、首都圏など遠方へ出荷すると採算割れになる。このため東北地方などで栽培され、多くが地元で消費される。

## 大玉キャンベル（石原早生）
キャンベル・アーリーの芽条変異で、4倍体品種である。1915年（大正4年）石原助市により発見された。石原早生とも呼ばれ、巨峰の親として有名である。果房は、大型の円筒形であり、やや花流れ性がある。果粒の形は円形で、大きさは7～9gである。糖度は15～16度である。極めて早熟で、成熟すると紫黒色に着色する。果皮は厚く、果皮と果肉の分離はよい。肉質は軟らかく、多汁である。香りは強いラブルスカ香がする。脱粒しやすく、日持ち、輸送性は弱い。樹勢は中の上で、それほど徒長しない。適湿な肥沃地が適地で、乾燥地は好まない。耐病性、耐寒性は強い。